# Lux (eenheid)
| Grotere en kleinere eenheden | Grotere en kleinere eenheden | Grotere en kleinere eenheden |
| factor                       | naam                         | symbool                      |
| ---------------------------- | ---------------------------- | ---------------------------- |
| 10−3                         | millilux                     | mlx                          |
| 1                            | lux                          | lx                           |
| 103                          | kilolux                      | klx                          |

De lux (symbool lx) (van Latijn: licht) is een eenheid van verlichtingssterkte: 1 lux is de verlichtingssterkte voortgebracht door een lichtbron met een lichtsterkte van 1 candela op een oppervlak loodrecht op de lichtstralen op een afstand van 1 meter van de bron.
De lux stemt dus overeen met de verlichtingssterkte die men heeft wanneer iedere vierkante meter van het beschouwde oppervlak een lichtstroom van één lumen ontvangt. Het aantal lux wordt bijgevolg gevonden als het quotiënt van de totaal ontvangen lichtstroom, uitgedrukt in lumen, en de grootte van het verlichte oppervlak uitgedrukt in vierkante meters; derhalve is 1 lux = 1 lumen/m².

## Meten

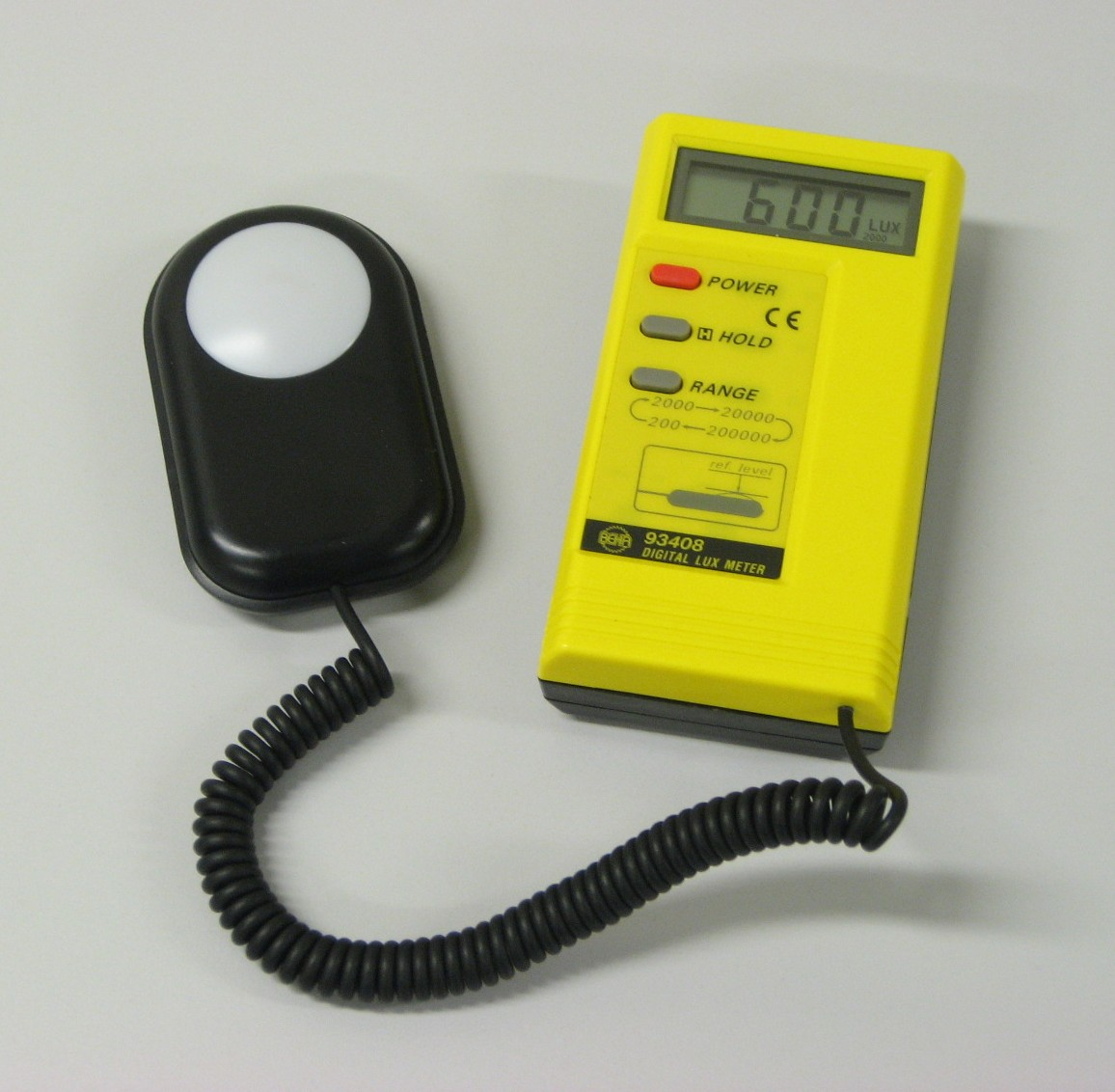
Luxmeter

De dimensies van de fotometrische grootheden zijn niet zó uit te drukken, dat ze terugvallen op de fundamentele grootheden. Bijgevolg moet men voor hun meting standaardmaten vaststellen.
De SI-eenheid voor lichtsterkte is de (internationale) candela, die overeenkomt met een lichtsterkte, totaal genomen, van een op speciale wijze geconstrueerde elektrische gloeilamp.
In het verleden werd de candela gelijkgesteld aan het twintigste deel van de violle.
Deze was gedefinieerd als de lichtsterkte die uitgezonden wordt door het oppervlak van 1 cm² platina bij de smelttemperatuur (1769 °C), in een richting loodrecht op zijn oppervlak.
Van deze, of van andere soortgelijke proefondervindelijk gedefinieerde fotometrische eenheden, onder welke de diverse typen van kaarsen een belangrijke plaats innamen, ging men over op de definitie van de afgeleide fotometrische grootheden.
Tegenwoordig gaat men uitsluitend uit van de candela die wordt gedefinieerd met behulp van het monochromatisch licht. 
Bij verschillende kleuren wordt een standaardfunctie gebruikt voor de gevoeligheid van het menselijk oog (zie hiervoor candela).

## Uitgebreide lichtbronnen
Voor uitgebreide lichtbronnen is de bepaling van andere grootheden van belang: de helderheid en de luminantie. De verhouding tussen de totale lichtstroom van een bron en zijn oppervlak vormde vroeger de helderheid van die bron en werd gemeten in lambert. Deze grootheid wordt echter niet meer gebruikt. In het algemeen geldt voor het begrip helderheid het volgende: de helderheid is de verhouding tussen de lichtsterkte en het schijnbare oppervlak van de bron (gegeven door zijn projectie op een vlak loodrecht op de verbindingslijn van de bron en de waarnemer) en wordt gemeten in candela per vierkante meter. Deze maateenheid wordt ook wel 'nit' genoemd. Deze nit dient in de plaats te komen van de eertijds gebruikte stilb. Onderscheid dient gemaakt te worden tussen het fysische en het fysiologische begrip helderheid. Voor het eerste is internationaal het woord luminantie ingevoerd.

## Enkele typische voorbeelden
- Zonlicht: 100 000 - 130 000 lux (100 - 130 klx)
- Daglicht, indirect zonlicht: 10 000 - 20 000 lux (10 - 20 klx)
- Bewolkte dag: 1000 lux (1 klx)
- Zonsopgang / zonsondergang op een heldere dag: 400 lux
- Kantoor: 300 - 500 lux
- (Open)perron treinstation: 5 - 20 lux
- Erg donkere dag: 100 lux
- Hal kantoorgebouw, toiletverlichting: 80 lux
- Woonkamer: 50 lux
- Openbare ruimtes met een donkere omgeving: 20 - 50 lux
- Schemering: 10 lux
- Donkere schemering: 1 lux
- Volle maan: 0,1 lux
- Kwartier maan: 0,01 lux (10 mlx)
- Nieuwe maan zonder wolken: 0,001 lux (1 mlx)
- Bewolkte nacht zonder maan: 0,0001 lux (0,1 mlx)

## Regelgeving
De Belgische Codex over het welzijn op het werk bepaalt de minimumverlichtingssterkte, in lux uitgedrukt, voor de verschillende plaatsen, werkzaamheden en toestellen.
Een greep hieruit:
- 2 lux: Rangeerstations van de spoorwegen op de plaatsen waar het personeel dient te komen, met uitzondering van de eigenlijke rangeeremplacementen.
- 100 lux: Werkzaamheden die slechts een geringe waarneming van de details vergen: fabricage van half afgewerkte ijzeren of stalen producten, ruwe assemblage, malen van graan, uitpakken, sorteren en kaarden van wol, alsmede alle andere werkzaamheden van analoge aard. Machinekamers, stookplaatsen, personen- en goederenliften, pakkamers, lokalen voor ontvangst of verzending van goederen, laad- of losplaatsen waar gewerkt wordt, opslagplaatsen en magazijnen voor middelmatige en fijne materialen, alsmede alle andere plaatsen van analoge aard. Kleedlokalen, toiletten, wasgelegenheden, eetvertrekken en andere plaatsen van analoge aard.
- 1000 lux: Werkzaamheden die een uiterst nauwkeurige waarneming van de details vergen: zeer nauwkeurige assemblage, beproeven van zeer gevoelige instrumenten, juweliers- en horlogemakerswerk, classificeren en sorteren van tabak, zetwerk, en nalezing van drukproeven in drukkerijen, naaien en controle op de afwerking in de confectieateliers, monteren van uiterst fijne onderdelen, bereiden, doseren en vermengen van kleurstoffen, alsmede alle andere werkzaamheden van analoge aard.